# Кашина Казотина (Павија)
Кашина Казотина је насеље у Италији у округу Павија, региону Ломбардија.
Према процени из 2011. у насељу је живело 39 становника. Насеље се налази на надморској висини од 60 м.